# Cresteria

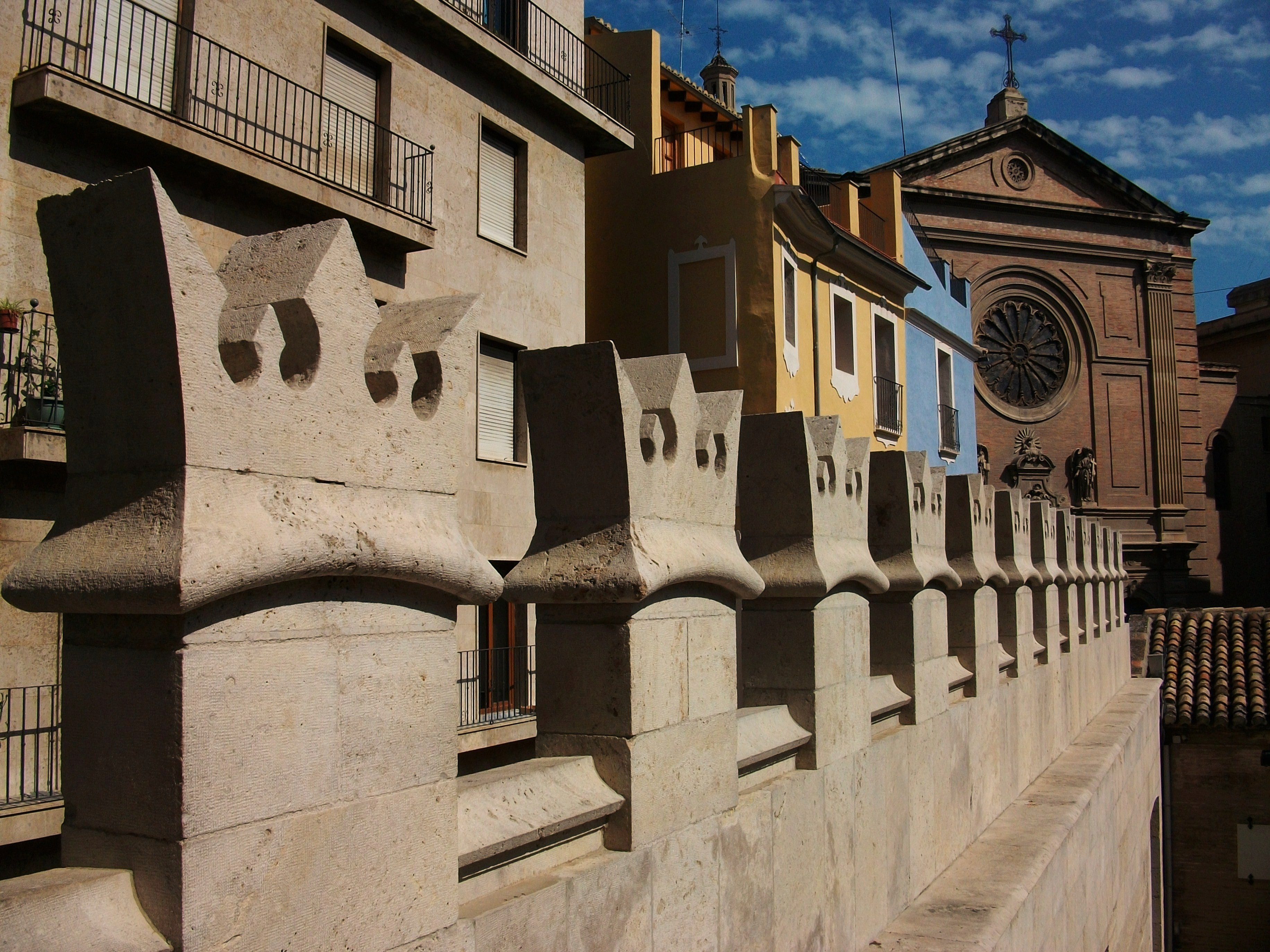
Cresteria amb merlets coronats de la Llotja de València

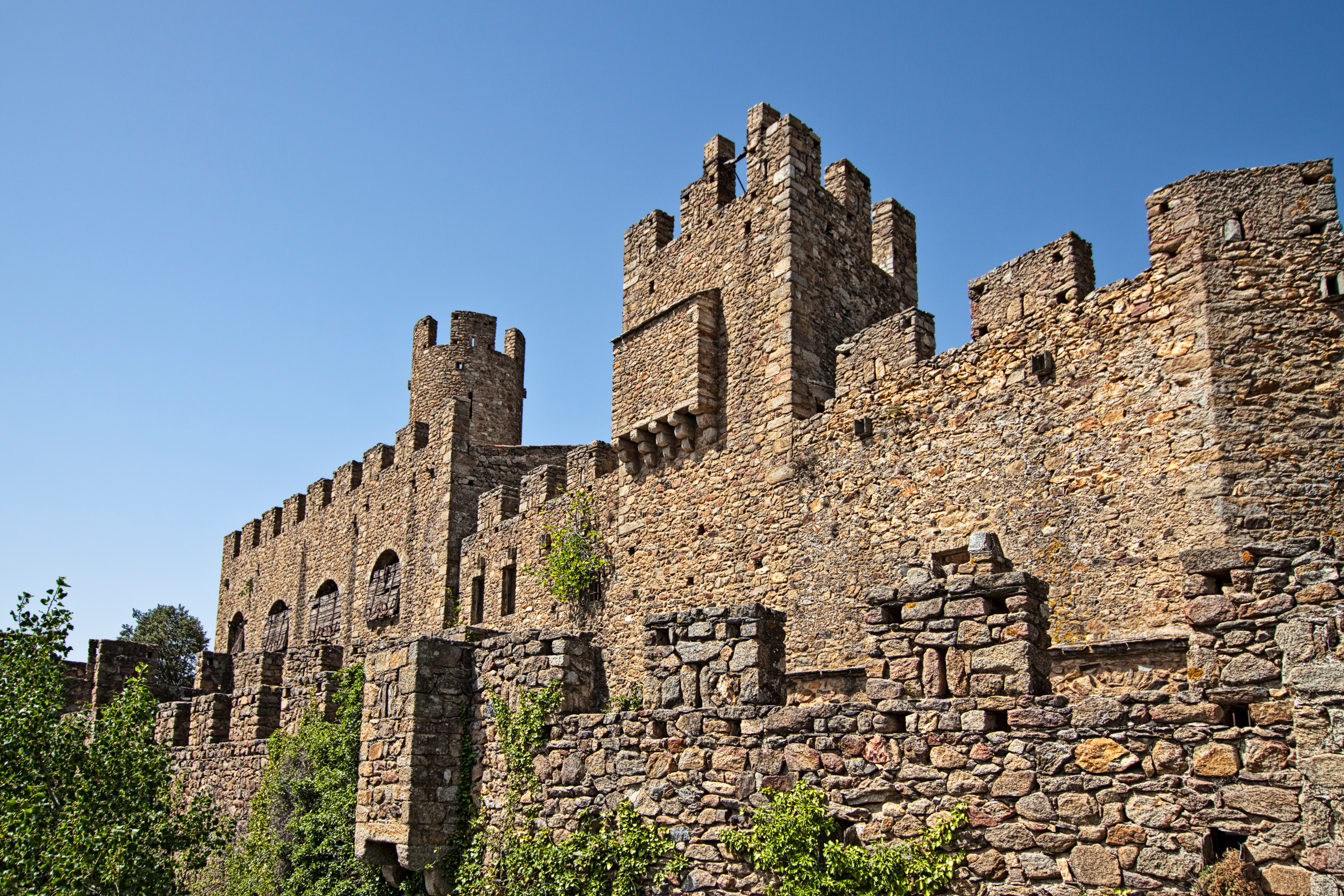
Cresteria del Castell de Requesens

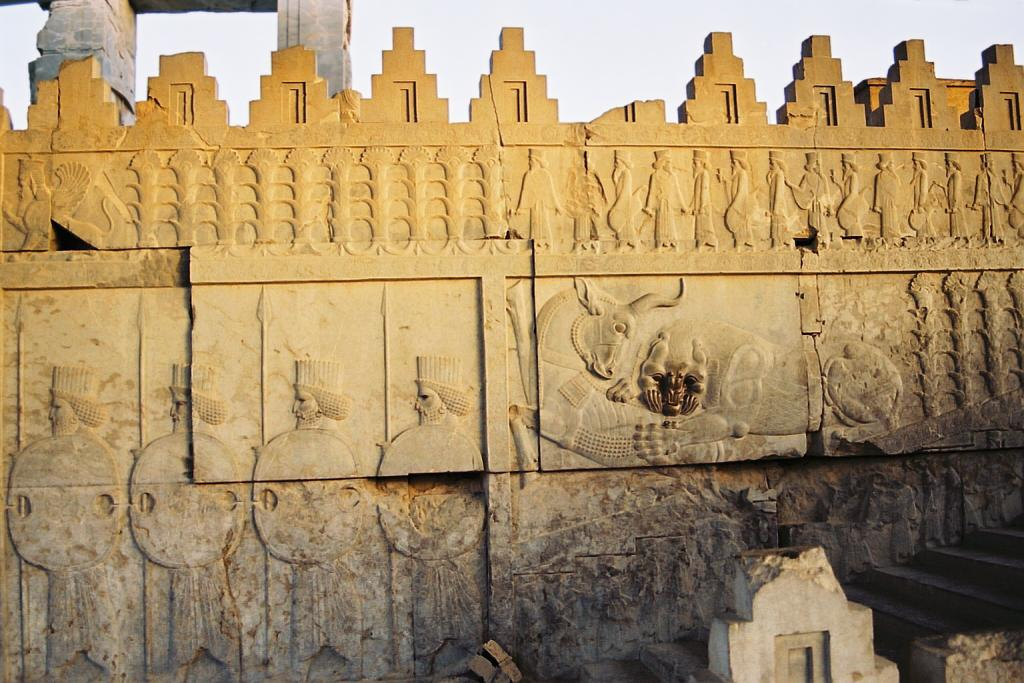
Merlets decoratius a Persépolis

La cresteria és un element arquitectònic de caràcter originalment defensiu que es caracteritza per l'estructura calada, que corona la part alta d'un edifici.
En l'arquitectura militar de l'edat mitjana, és la part superior d'una edificació defensiva, com una fortalesa o castell, formada pels merlets sobre un parapet. En aquest cas, els buits o sagnats, que sovint són rectangulars, estan situats a intervals de permetre llançar fletxes o altres projectils des de les defenses. Aquestes llacunes es denominen espitlleres. Un edifici defensiu es podia dissenyar i construir amb aquests elements o bé es podien afegir posteriorment. Les parets intermitents s'anomenen merlets, i sovint protegeixen passarel·les o adarbs. A la part superior de la torre o de la construcció, la coberta s'utilitza com a plataforma per lluitar amb protecció. Després de l'edat mitjana va ser utilitzat com a element ornamental sobretot en l'arquitectura gòtica i renaixentista així com en el plateresc espanyol on, als palaus urbans de la nova noblesa cortesana, substitueix els merlets, tant al pati interior d'aquests, com a l'exterior dels edificis. El material més utilitzat per a la construcció del cim va ser la pedra, emprant-se també el metall o la ceràmica.

## Història

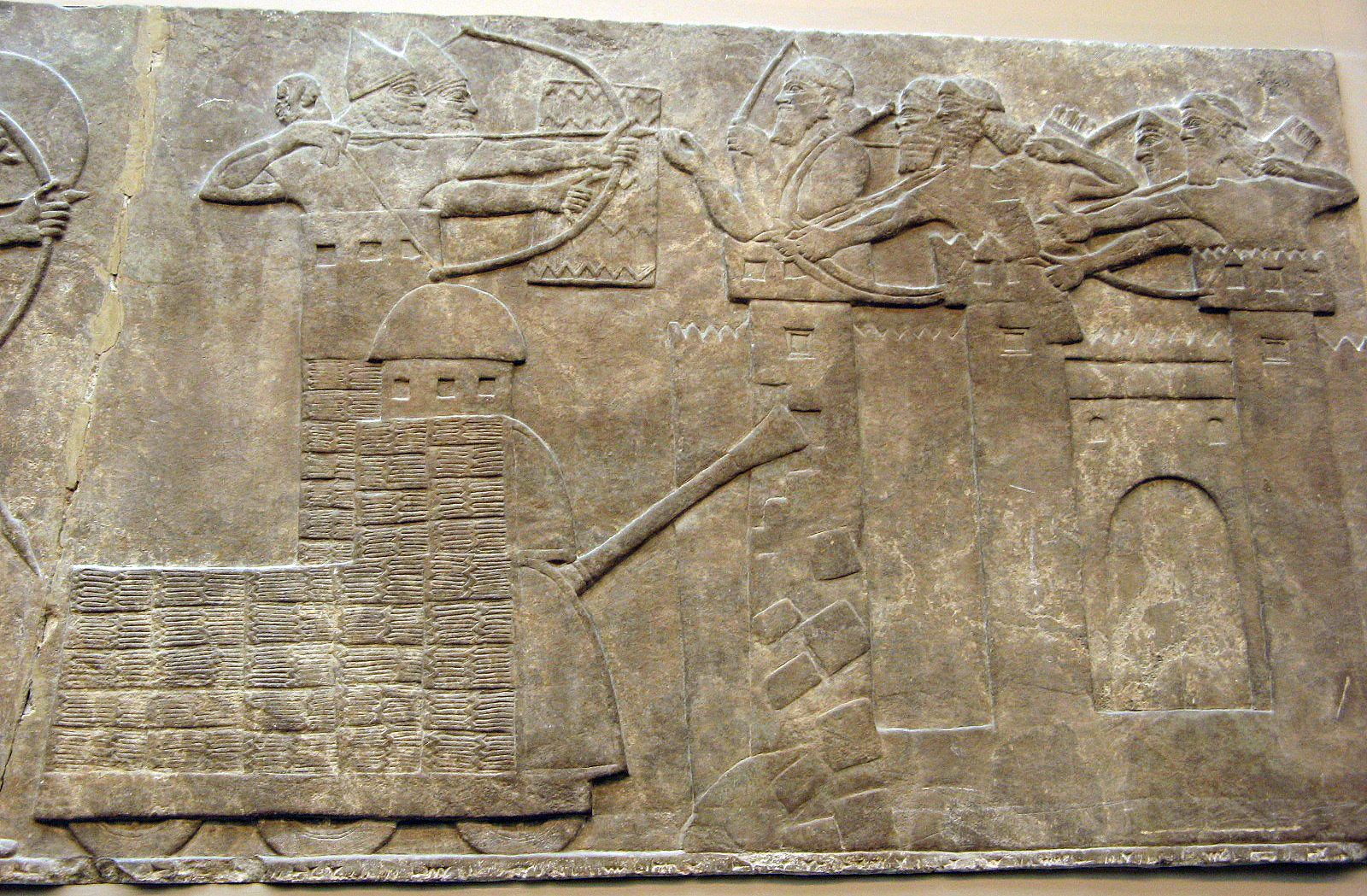
Relleu d'un atac assiri contra una ciutat emmurallada del amb merlets en forma de ziga-zaga

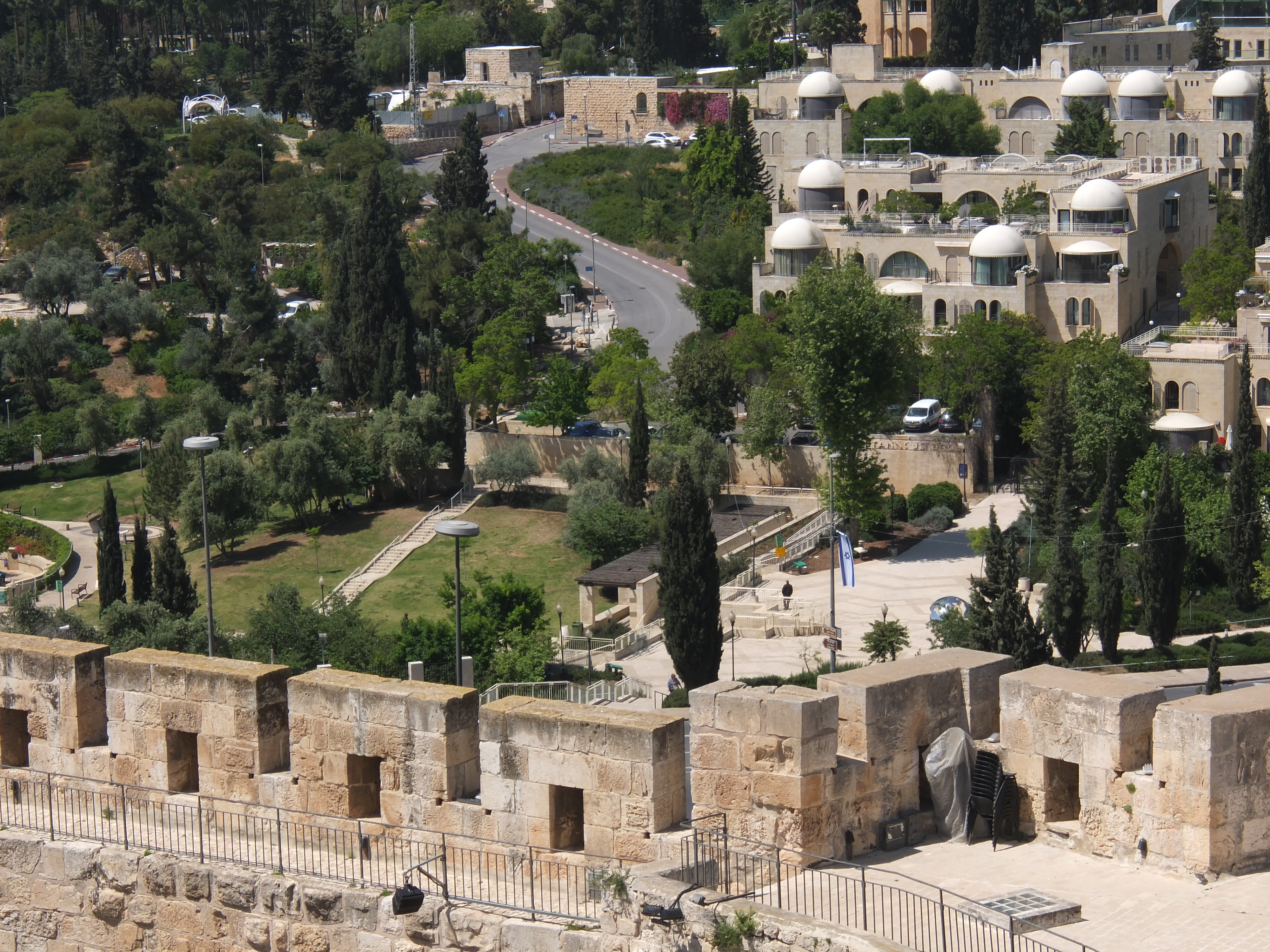
Merlets de la Torre de David a Jerusalem, que daten de les èpoques mameluces i otomanes a Palestina.

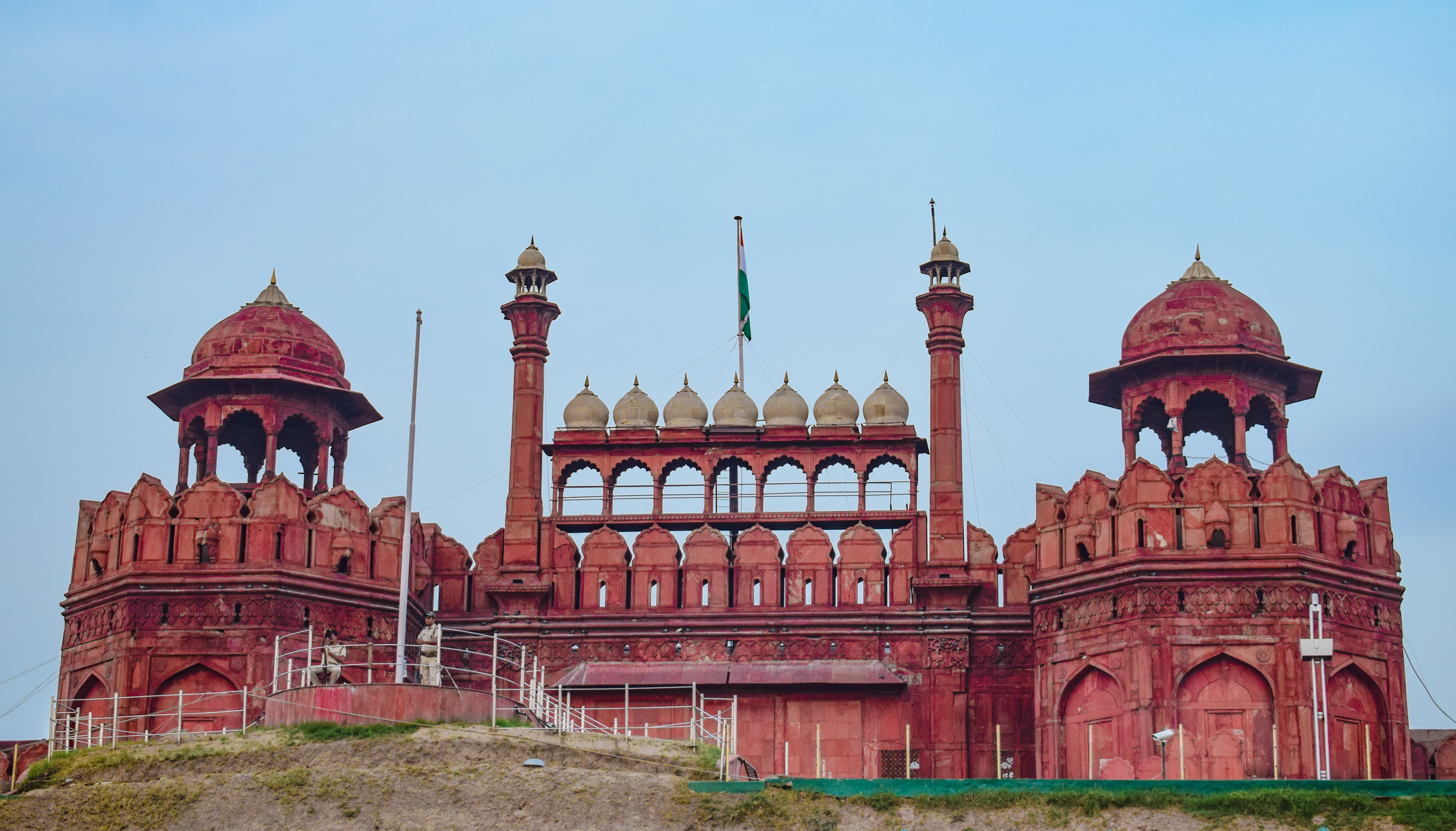
Fort Vermell, Delhi, Índia

Els merlets s'utilitzen durant milers d'anys; el primer exemple conegut es troba a la fortalesa de Buhen a Egipte. Els merlets es van utilitzar a les parets que envolten les ciutats assíries, com es mostra en els baixos relleus de Nimrud i en altres llocs. Algunes empremtes romanen a Micenes, a Grècia, i alguns gerros grecs antics suggereixen l'existència de merlets. La Gran Muralla té merlets. Els romans van utilitzar baixes pinacles de fusta per als seus primers aggeres (terraplens). Als merlets de Pompeia, una protecció addicional derivada de petits contraforts interns o de murs espurneus, contra els quals el defensor podia suportar-se per obtenir una protecció completa per un costat.
Moltes merlets del sud d'Àsia estan formades per parapets amb merlets de formes peculiars i sistemes complicats de llacunes, que difereixen substancialment de la resta del món. Els merlets indis típics eren semicirculars i apuntats a la part superior, tot i que de vegades podien ser falsos: el parapet pot ser sòlid i els merlons es mostren en relleu a l'exterior, com és el cas a Chittorgarh. Es van poder produir espitlleres tant en els merlets com en els menors. Poden mirar cap endavant (per ordenar enfocaments distants) o cap avall (per comandar el peu de la paret). De vegades, un merió es va perforar amb dues o tres espitlleres, però típicament només es va dividir una llacuna en dues o tres ranures per particions horitzontals o verticals. La forma de les llacunes, així com la forma dels merlets, no hauria d'haver estat la mateixa a tot arreu del castell, tal com mostra Kumbhalgarh.
A l'Anglaterra medieval i a Gal·les, la llicència de cremar va concedir al titular el permís per fortificar les seves propietats. Aquestes llicències van ser concedides pel rei, i pels governants dels comtats palatins dins de les seves jurisdiccions, per exemple pels bisbes de Durham i els comtes de Chester i després de 1351 pels ducs de Lancaster. Els castells d'Anglaterra superen en gran manera les llicències que es van almenar Es van obtenir perdons reals, mitjançant el pagament d'una multa arbitràriament, per una persona que s'havia fortificat sense llicència. Els registres que sobreviuen d'aquestes llicències, generalment expedits per lletres patents, ofereixen proves valuoses per a la datació d'edificis antics. Hi ha hagut un debat acadèmic sobre l'objectiu de la llicència. La visió dels historiadors centrats en els militars és que la concessió de llicències limita el nombre de fortificacions que es podrien utilitzar contra un exèrcit real. La visió moderna, proposada sobretot per Charles L.H. Coulson, és que els merlets es van convertir en un símbol d'estatus arquitectònic molt buscat pels ambiciosos socials, segons les paraules de Coulson: "Les llicències per cremar eren principalment representacions simbòliques de l'estatus de senyor: la castel·lització era l'expressió arquitectònica del noble rang ". Van indicar a l'observador que el becari havia obtingut "reconeixement reial, reconeixement i compliment". No obstant això, podrien proporcionar un element dissuasiu bàsic contra les bandes errants de lladres, i es suggereix que la funció dels merlets era comparable a la pràctica moderna dels amos de la llar que s'adaptaven a CC-TV i alarmes antirobatori, sovint només amb maniquíns. La corona en general no cobren per la concessió de tals llicències, però a vegades cobra una tarifa del voltant de la meitat d'un marc.
En les fortificacions musulmanes i africanes, els merlets sovint eren arrodonits. Els merlets dels àrabs tenien un caràcter més decoratiu i variat, i es van continuar d'ençà el segle xiii cap endavant, no tant per a propòsits defensius com per a la coronació de les parets. Serveixen una funció similar a la cresta que es troba al Renaixement espanyol.
Les renunços "irlandesos" són una forma distinta que va aparèixer a Irlanda entre els segles XIV i XVII. Eren merlets de forma "trepitjada", amb cada merlon amb forma de "T" invertida.
Els arquitectes europeus van utilitzar persistentment merlets com a element purament decoratiu al llarg dels períodes decorats i perpendiculars de l'arquitectura gòtica. No només es produeixen en parapets, sinó només en els trams de les finestres i en els feixos de fixació de les teulades i en les pantalles, i fins i tot a les xemeneies Tudor. Un altre tractament decoratiu apareix a l'elaborat panell dels merlets i de la part de les parets de parapet que sobresurten sobre la cornisa, mitjançant la introducció de quadrifluents i altres formes convencionals plenes de fullatge i escut.